# Kakanuiella chathamensis
Kakanuiella chathamensis är en armfotingsart som beskrevs av Lüter 2005. Kakanuiella chathamensis ingår i släktet Kakanuiella och familjen Thecidellinidae. Inga underarter finns listade i Catalogue of Life.